# Margaret River

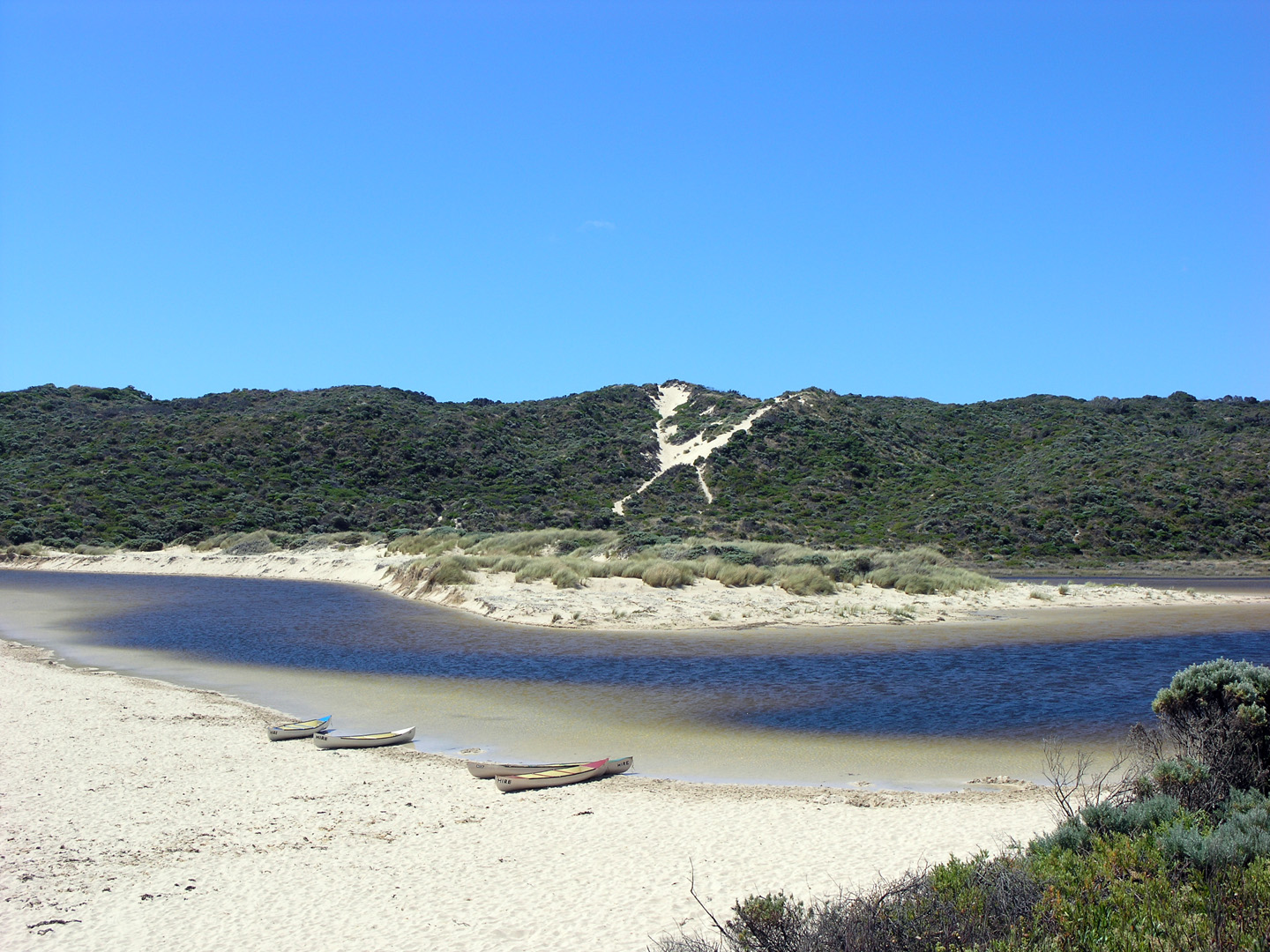
Desembocadura del Margaret River

Margaret River és una zona d'Austràlia situada a l'estat d'Austràlia Occidental, entre el Cap Naturalista i el Cap Leeuwin, a l'extrem sud-est de l'illa continent que es caracteritza per les seues platges de surf, les grutes, els boscos i per ser una regió vitivinícola.